# Neenstetten
Neenstetten település Németországban, azon belül Baden-Württembergben. Lakosainak száma 840 fő (2023. december 31.).

## Népesség
A település népessége az elmúlt években az alábbi módon változott:
| Lakosok száma | 610  | 639  | 660  | 650  | 691  | 766  | 794  | 806  | 812  | 840  |
|               | 1961 | 1967 | 1974 | 1980 | 1987 | 1993 | 2000 | 2006 | 2013 | 2023 |